# Dana Touran
Dana Heider Touran Izzat (* 30. Januar 1993) ist eine jordanische Taekwondoin. Sie startet in der Gewichtsklasse bis 49 Kilogramm.
Ihre ersten internationalen Erfolge erzielte Touran im Juniorenbereich, 2007 wurde sie in Amman  in der Klasse bis 42 Kilogramm Juniorenasienmeisterin, im folgenden Jahr startete sie in Izmir bei der Juniorenweltmeisterschaft. Erfolgreich verlief für Touran das Jahr 2010. in Tijuana wurde sie in der Klasse bis 49 Kilogramm Juniorenweltmeisterin, in Singapur gewann sie bei den Olympischen Jugend-Sommerspielen die Silbermedaille. Bei der Asienmeisterschaft in Astana konnte sie sich mit Bronze in der leichtesten Gewichtsklasse auch ihre erste Medaille im Erwachsenenbereich erkämpfen. Auch bei den Asienspielen in Guangzhou erkämpfte sie sich die Silbermedaille. Touran bestritt in Gyeongju ihre erste Weltmeisterschaft 2011. Sie erreichte das Achtelfinale, wo sie gegen Yang Shu-chun ausschied. Beim asiatischen Olympiaqualifikationsturnier in Bangkok gewann sie in der Klasse bis 49 Kilogramm den entscheidenden Kampf um den dritten Platz und qualifizierte sich für die Olympischen Spiele 2012 in London.
Touran kam mit neun Jahren über Kickboxen zum Taekwondo. Nach Entscheid der World Taekwondo Federation (WTF) wurde sie ins Olympic Solidarity Programm aufgenommen und bekam ein Sportstipendium, das ihr ein professionelles Training und die Teilnahme an internationalen Wettkämpfen ermöglichte.